# كي جاي هيبينستيل
كي جاي هيبينستيل (بالإنجليزية: K. J. Hippensteel)‏ مواليد 8 مايو 1980 في روانوك، هو لاعب كرة مضرب أمريكي سابق بدأ مسيرته كمحترف سنة 2002 وكان يلعب باليد اليسرى، اعتزل اللعب في 2008. أعلى تصنيف له في الفردي كان المركز الـ 150 في سنة 2004. أعلى تصنيف له في الزوجي كان المركز الـ 210 في سنة 2004.

## روابط خارجية
- كي جاي هيبينستيل على موقع رابطة محترفي التنس (الإنجليزية)
- كي جاي هيبينستيل على موقع الاتحاد الدولي لكرة المضرب (الإنجليزية)
- كي جاي هيبينستيل على موقع خلاصة التنس.كوم (الإنجليزية)